# Joachim Praetorius
Joachim Praetorius (* 11. November 1566 in Lüneburg; † 18. April 1633 in Stettin) war ein deutscher lutherischer Theologe, Hochschul- und Gymnasiallehrer und Kirchenlieddichter.

## Leben
Der Sohn des Seidenhändlers Johann Schulze und dessen Frau Katharine, geborene Lüders erhielt seine Schulbildung in Salzwedel und Lüneburg. Er studierte ab 1587 an der Universität Rostock. Von dort ging er 1592 an die Universität Wittenberg, wo er 1594 den Grad eines Magisters erhielt.
Herzog Bogislaw XIII. von Pommern berief ihn 1595, in seiner Eigenschaft als Vormund des jungen Herzogs Philipp Julius, als Professor der Logik und der Hebräischen Sprache an die Universität Greifswald. 1596 wurde er von Herzog Johann Friedrich zum Archidiakon der Stettiner Marienkirche und Professor für Hebräisch am fürstlichen Pädagogium bestellt. Die Stelle konnte er aber erst nach Ostern 1597 antreten.
Praetorius verfasste Leichenpredigten und anderen Gelegenheitsschriften. Sein Kirchenlied „So geb ich mich zufrieden“ wurde in evangelische Gesangbücher aufgenommen, unter anderem in das von Laurentius David Bollhagen.

## Familie
Joachim Praetorius heiratete am 12. September 1597 Sophrosyne Stymmel, Tochter des Christoph Stymmelius und der Barbara Weidlich. Von ihren drei Söhnen wurde Joachim Christoph brandenburgischer Konsistorialrat. Weiterhin hatten die beiden vier Töchter:
- Sophrosyne († vor 1630) ⚭ 1627 Johann Micraelius
- Maria ⚭ Martin Leuschner, Rektor des Pädagogiums
- Barbara († 1668) ⚭ 1634 Christian Groß